# Île du Portage
L'île du Portage est une île située dans l'embouchure du fleuve Miramichi, au Nouveau-Brunswick. Son phare a été reconstruit à l'aquarium et centre marin du Nouveau-Brunswick. L'île a été reconnu en 1979 comme aire protégée sous le nom de réserve nationale de faune de l'Île-Portage, l'une des cinq réserves nationales de faune de la province.
La tradition orale soutient que le gouverneur Nicolas Denys (1603-1686) avait un établissement de chasse au morse à l'île du Portage.